# Кухня. Війна за готель
«Кухня. Війна за готель» — російський комедійний телесеріал, спін-офф телесеріалів «Кухня» і «Готель Елеон». Виробництвом проекту займається компанія Art Pictures Vision за участю Black Box Production.
Онлайн-прем'єра серіалу відбулася 27 листопада 2019 року на онлайн-сервісі more.tv та на офіційному сайті каналу СТС, де були викладені дві перші серії. Телевізійна прем'єра відбулася 2 грудня 2019 року о 19:00 на каналі СТС, нові серії виходили в ефір з понеділка по четвер о 19:30.
19 грудня 2019 року о 20:00 на каналі СТС відбулася прем'єра фільму про серіал «Кухня. Війна за готель».
28 вересня 2020 року о 19:00 на каналі СТС відбулася прем'єра другого, фінального, сезону серіалу. Нові серії виходять в ефір з понеділка по четвер о 19:30.

## Історія створення
- 8 серпня 2019 року телеканалом СТС було офіційно оголошено про старт зйомок серіалу[5].
- 26 жовтня 2019 року було оголошено про продовження телесеріалу на другий сезон[6], зйомки якого стартували в березні 2020 року[7].
- Зйомки проходили в Підмосков'ї і селищі Червона Поляна, в горах Кавказу. В кадрі глядачі бачать місцеві окраси: хребет Аібга, гірський каньйон Псахо, річку Мзимта, серпантини та інші природні об'єкти[8].
- Для зйомок були побудовані декорації на площі 1,7 тис. кв. м. За кілька тижнів митці звели номери, коридори, зал і сцену готелю, кухню і ресторан, прилеглі до них технічні приміщення і окремо кабінет Нагієва, який за сюжетом знаходиться в його власному казино. Фасад New Eleon і веранду знімають в Сочі[9].

## Сюжет
Після пожежі бутік-готель Eleon, що належить Елеонорі Галановій, виявився повністю знищений. Елеонора припускає, що готель підпалив її колишній чоловік Дмитро Нагієв.
В результаті довгих розглядів Елеонору позбавили страхових як грошей, так і акредитації в Давосі, внаслідок чого вона переїхала на Капрі, де проводить дні в компанії вина і молодого коханця-італійця, з якого малює портрети. Сам же Нагієв теж потрапив у неоднозначне становище: він опинився в боргу у мафії, і щоб повернутися до зйомок і московського життя, повинен використовувати своє ім'я для відкриття в Сочі на Червоній Поляні «російського Лас-Вегаса» — великого туристичного комплексу «Курортище» з казино і готелем. Тим часом Віктору Баринову пропонують стати ректором кулінарної академії, яку навіть планують назвати його ім'ям.
Дізнавшись про те, що Нагієв збирається побудувати «Курортище», Елеонора вирішує помститися колишньому нареченому за підпал її готелю Eleon, і швидше Нагієва купує і відкриває готель New Eleon, щоб повернути себе в ряди кращих готельєрів і за великі гроші продати Нагієву готель, куплений за безцінь. Елеонора запрошує до себе на роботу доньку Катю, керуючого Михайла Джековича, що переживає кризу через втрату роботи, і екс-чоловіка Віктора Барінова, який без її підпису на розірвання ексклюзивного контракту зі старим готелем не може стати ректором кулінарної академії. Також в New Eleon набираються і нові співробітники, серед яких виділяються амбітний портьє Олександр і дівчина-технік Варвара, яка приїхала в Сочі з Кемерово до Нагієва, якого вважає своїм біологічним батьком. Дмитро Нагієв відкриває навпроти готелю New Eleon своє «Казино Сочі», і будує всілякі підступи, щоб умовити Елеонору продати готель якомога швидше і за найменшу суму.

## Персонажі

### У головних ролях
- Дмитро Назаров — Віктор Петрович Баринов, шеф-кухар ресторану Altitude, з 13-ї серії — власник бутік-готелю New Eleon
- Дмитро Нагієв — камео, власник «Казино Сочі»
- Олена Ксенофонтова — Елеонора Андріївна Галанова, власниця бутік-готелю New Eleon (до 12-ї серії), мама Каті, колишня дружина Віктора Баринова та Дмитра Нагієва
- Григорій Сіятвінда — Михайло Джекович Гебреселассіє, керуючий бутік-готелем New Eleon/директор ресторану Altitude
- Валерія Федорович — Катерина Вікторівна Семенівна (Катя), шеф-кухар ресторану Altitude/шеф-кухар ресторану Katrin, дочка Віктора Баринова та Елеонори Галановой, дружина Дениса
- Михайло Башкатов — Денис Андрійович Крилов, музикант, кухар ресторану Altitude (до 12-ї серії), чоловік Каті
- Владислав Ценьов — Олександр Пивоваров (Саша), портьє/старший портьє бутік-готелю New Eleon/керуючий бутік-готелем New Eleon, колишній хлопець Варі, хлопець Аліси
- Марія Ульянова — Варвара Дмитрівна Клюєва (Варя), головний інженер бутік-готелю New Eleon, біологічна дочка Дмитра Нагієва, колишня дівчина Олександра, дівчина Мела

### В ролях
- Марина Могилевська — Олена Павлівна Соколова, шеф-кухар, дружина Віктора Барінова
- Василина Нємцова — Марія Денисівна (Маша) Крилова, дочка Каті і Дениса, онука Віктора Баринова та Елеонори Галанової
- Олексій Гришин (з 3-ї серії) — Юрій Борисович Михайлов, голова міста-курорту з Москви
- Борис Дергачов (з 4-ї серії) — Леонід Золоторьов (Льоня), кухар ресторану Altitude, спеціаліст з риби, хлопець Ксюші
- Олександр Ляпін (з 4-ї серії) — Анатолій (Толя), кондитер-кухар ресторану Altitude
- Гурам Баблішвілі (з 4-ї серії) — Спартак, кухар ресторану Altitude, спеціаліст з м'яса
- Ольга Васильєва (з 4-ї серії) — Ольга, кухар/су-шеф ресторану Altitude
- Олександра Велескевич (з 4-ї серії) — Жанна, кухар ресторану Altitude
- Аліна Алексєєва (з 4-ї серії) — Любов, кухар ресторану Altitude
- Анастасія Сомова — Олена, портьє бутік-готелю New Eleon
- Євгенія Ярушникова — Кіра Сергіївна, директор/офіціантка ресторану Altitude
- Юлія Франц — Аліса Матвєєва, бармен ресторану Altitude, дівчина Саші
- Олександр Гох — Інокентій Олександрович, начальник охорони бутік-готелю New Eleon
- Катрін Ассі — Віра, покоївка бутік-готелю New Eleon
- Надія Іванова — Марія, покоївка бутік-готелю New Eleon
- Катерина Щербакова — Надія, хостес ресторану Altitude
- Андрій Козлов — Леонід, адміністратор бутік-готелю New Eleon
- Володимир Карпук — офіціант ресторану Altitude
- Артем Василишин — носильник бутік-готелю New Eleon
- Арсеній Вітрів — Бігус, портьє бутік-готелю New Eleon
- Ганна Вартаньян (з 7-ї серії) — Маргарита Олексіївна Пивоварова, мама Олександра, власниця мережі готелів, у 2 сезоні вирішує купити готель «New Eleon», знайома Елеонори Галановой і Михайла Джековича
- Ірина Темичева (з 9-ї серії) — Єва Білецька, директор ресторану Altitude
- Христина Кучеренко (з 14-ї серії) — Ксенія (Ксюша), кухар ресторану Altitude, дівчина Льоні
- Дмитро Власкін (з 18-ї серії) — Ярослав Олегович Мельников (Мел), лижний інструктор бутік-готелю New Eleon, хлопець Варі

## Список сезонів
| Сезон | Сезон | Серії            | Період трансляції           |
| ----- | ----- | ---------------- | --------------------------- |
|       | 1     | 1-13 (13 серій)  | 2 — 19 грудня 2019          |
|       | 2     | 14-34 (21 серія) | 28 вересня — 22 жовтня 2020 |